# Bosse-de-Bretagne
Bosse-de-Bretagne é uma comuna francesa na região administrativa da Bretanha, no departamento Ille-et-Vilaine. Estende-se por uma área de 10,21 km². Em 2010 a comuna tinha 679 habitantes (densidade: 66,5 hab./km²).